# Heusden Koers 2018
De 70e editie van de Belgische wielerwedstrijd Heusden Koers werd verreden op 14 augustus 2018. De start en finish vonden plaats in Heusden. De winnaar was Benjamin Verraes, gevolgd door Iljo Keisse en Jordi Meeus. De wedstrijd bij de dames werd gewonnen door Marjolein van 't Geloof, voor Sarah Inghelbrecht en Ellesse Andrews.

## Uitslag
| Heusden Koers 2018 |                       |                               |          |
| Plaats             | Naam                  | Ploeg                         | Tijd     |
| Winnaar            | Benjamin Verraes      | Van Durme Michiels-Trawobo CT | 3u36'53" |
| 2                  | Iljo Keisse           | Quick Step Floors             | z.t.     |
| 3                  | Jordi Meeus           | SEG Racing Academy            | z.t.     |
| 4                  | Dennis Coenen         | Cibel-Cebon                   | z.t.     |
| 5                  | Rutger Wouters        | VP Consulting-Zannata CT      | z.t.     |
| 6                  | Otto Vergaerde        | WSA PushBikers                | z.t.     |
| 7                  | Lennert Teugels       | Cibel-Cebon                   | z.t.     |
| 8                  | Ruben Van Der Haeghen | VI Technics-Experza-Abutriek  | z.t.     |
| 9                  | Samuel Leroux         | Roubaix-Lille Metropole       | z.t.     |
| 10                 | Wesley Van Dyck       | Beat Cycling Club             | z.t.     |

## Uitslag Dames
| Heusden Koers Dames 2022 |                         |                         |      |
| Plaats                   | Naam                    | Ploeg                   | Tijd |
| Winnaar                  | Marjolein van 't Geloof | Lotto Soudal Ladies     |      |
| 2                        | Sarah Inghelbrecht      | Doltcini-Van Eyck Sport | z.t. |
| 3                        | Ellesse Andrews         | New Zealand             | z.t. |

1929 · 1930-1935 · 1936 · 1937 · 1938 · 1939 · 1952 · 1953 · 1954 · 1955 · 1956 · 1957 · 1958 · 1959 · 1960 · 1961 · 1962 · 1963 · 1964 · 1965 · 1966 · 1967 · 1968 · 1969 · 1970 · 1971 · 1972 · 1973 · 1974 · 1975 · 1976 · 1977 · 1978 · 1979 · 1980 · 1981 · 1982 · 1983 · 1984 · 1985 · 1986 · 1987 · 1988 · 1989 · 1990 · 1991 · 1992 · 1993 · 1994 · 1995 · 1996 · 1997 · 1998 · 1999 · 2000 · 2001 · 2002 · 2003 · 2004 · 2005 · 2006 · 2007 · 2008 · 2009 · 2010 · 2011 · 2012 · 2013 · 2014 · 2015 · 2016 · 2017 · 2018 · 2019 · 2020 · 2021 · 2022 · 2023